# Mikuláš Konečný
Mikuláš Konečný (República Checa, 2 de junio de 2006) es un futbolista checo que juega como defensa en el F. K. Pardubice de la Liga de Fútbol de la República Checa.

## Estadísticas

### Clubes
Actualizado al último partido disputado el 18 de marzo de 2023.
| Club                                    | Div.          | Temporada     | Liga  | Liga  | Copas nacionales | Copas nacionales | Copas internacionales | Copas internacionales | Total | Total |
| Club                                    | Div.          | Temporada     | Part. | Goles | Part.            | Goles            | Part.                 | Goles                 | Part. | Goles |
| --------------------------------------- | ------------- | ------------- | ----- | ----- | ---------------- | ---------------- | --------------------- | --------------------- | ----- | ----- |
| S. K. Slavia Praga II · República Checa | 2.ª           | 2022-23       | 3     | 0     | —                | —                | —                     | —                     | 3     | 0     |
| S. K. Slavia Praga II · República Checa | Total club    | Total club    | 3     | 0     | 0                | 0                | 0                     | 0                     | 3     | 0     |
| Total carrera                           | Total carrera | Total carrera | 3     | 0     | 0                | 0                | 0                     | 0                     | 3     | 0     |